# Cathédrale de Sora
La cathédrale de Sora est une église catholique romaine de Sora, en Italie. Il s'agit de la cathédrale du diocèse de Sora-Cassino-Aquino-Pontecorvo.